# Palais Chiesa
Le palais Chiesa (en italien : Palazzo Chiesa) est un bâtiment historique de la ville de Milan en Italie.

## Histoire
Le bâtiment est construit à partir de 1899 sur le site où se trouvaient autrefois les jardins d’un couvent de frères capucins, supprimé par le gouvernement autrichien.

## Description
Le bâtiment se situe sur le corso Venezia, dans le centre historique de Milan.
Il présente un style éclectique inspiré de l’architecture Renaissance génoise. Le portail d’entrée, légèrement décalé vers la gauche de la façade, se distingue par un pronaos monumental d’ordre dorique qui soutient le balcon principal de l’étage noble. La riche décoration fait un large usage d'hermès et de mascarons, avec des fenêtres ornées de frontons curvilignes et triangulaires, parfois interrompus pour intégrer des masques. Des lésènes sont également largement utilisées dans la décoration. À l’intérieur, l’escalier d’honneur, réalisé dans un style néo-baroque en marbre rouge de Vérone, est remarquable.